# Григорович ДИ-3
Григорович ДИ-3 (рус. ДИ-3) је двоседи двоседи ловац направљен у СССР-у. Авион је први пут полетео 1931. године. 

Због недовољних летних особина није уведен у серијску производњу.
Практична највећа висина током лета је износила 6300 метара а брзина успињања 405 метара у минути. Празан авион је имао масу од 1487 килограма. Нормална полетна маса износила је око 2122 килограма. Био је наоружан са два синхронизована митраљеза 7,62 мм ПВ-1 и два ДА на турели.

## Наоружање
| Наоружање авиона: Григорович ДИ-3 |       |
| Ватрено (стрељачко) наоружање     |       |
| Топ                               |       |
| Митраљез                          |       |
| Број и ознака митраљеза           | 2 + 2 |
| Калибар                           | 7,62  |
| Бомбардерско наоружање (бомбе)    |       |
| Ракетно наоружање (ракете)        |       |